# إندار جيت ريخي
إندار جيت ريخي (30 يوليو 1920 – 21 مايو 2007) ضباط برتبة جنرال بالجيش الهندي، ومسؤول في الأمم المتحدة ومدافع عن السلام ومؤلف.
خدم ريخي كجزء من قوة حفظ السلام التابعة للأمم المتحدة وكمستشار عسكري للأمينين العامين للأمم المتحدة داغ همرشولد ويو ثانت في الستينيات.

## الحياة الشخصية
تخرج والد ريخيي، الدكتور مادان لال ريخي كمحترف طبي في عام 1912، وخدم في الجيش الهندي البريطاني كضابط طبي برتبة نقيب.
عاش بعد تقاعده في شارلوتسفيل بفيرجينيا، حيث توفي بسبب فشل في الجهاز التنفسي.

## الجيش الهندي البريطاني والجيش الهندي
عمل الجنرال ريخي لمدة 30 عامًا في الجيش الهندي. التحق بالأكاديمية العسكرية الهندية في دهرادون وبدأ خدمته في ديسمبر 1940. خدم مع اللانسر الخاص لدوق كونوت السادس خلال الحرب العالمية الثانية. قاد ريخي السرب السابع من سلاح الفرسان الخفيف في جامو وكشمير في عام 1947.

## الأمم المتحدة
تم تعيين ريخي في وحدات حفظ السلام التابعة للأمم المتحدة ابتداءً من أواخر الخمسينيات، وكان مسؤولاً بصفته مستشارًا عسكريًا عن العمليات في جمهورية الكونغو الديمقراطية ورواندا وبوروندي وإيريان الغربية واليمن وقبرص، وشملت مهامه الخاصة كمستشار الأمين العام أثناء أزمة الصواريخ الكوبية، ورئيس بعثة مراقبي الأمم المتحدة إلى جمهورية الدومينيكان، والمشاركة في بعثة سبينيلي ريخي إلى الأردن وإسرائيل في عام 1965.
كان الجنرال ريخي قائدًا لقوة الطوارئ التابعة للأمم المتحدة في شبه جزيرة سيناء في مايو 1967 عندما نشرت مصر قواتها الخاصة في تلك المنطقة وطالبت ريخي بسحب جميع قواته، وتعرضت قوات الطوارئ التابعة للأمم المتحدة أثناء انتظار حدوث الإخلاء لإطلاق النار أثناء بداية حرب 1967.

## ما بعد الأمم المتحدة
ومن عام 1970 إلى عام 1990، كان رئيسًا لمعهد السلام الدولي، وهي منظمة مقرها نيويورك تعمل على تعزيز تسوية النزاعات المسلحة من خلال تدريب المفاوضين والدبلوماسيين والعسكريين في مجال حفظ السلام.

## قائمة المنشورات المختارة
- الخط الأزرق الرفيع: حفظ السلام الدولي ومستقبله
- الخطأ الفادح في سيناء (1980)[15]